# Velocidad verdadera

Un indicador mecánico de la velocidad real de vuelo.

La velocidad verdadera, o TAS —del inglés True airspeed—, es la velocidad relativa de un avión respecto a la masa de aire en la que vuela. Se mide en millas por hora (m.p.h.) o en nudos (kts, del inglés knots). En este último caso se abrevia como KTAS —del inglés Knots true airspeed—. La velocidad verdadera se aproxima mucho a la velocidad indicada a baja altitud y velocidad, pero van divergiendo conforme estas aumentan. En los aviones comerciales, el medidor TAS se suele ocultar a velocidades superiores a 200 nudos, puesto que no proporciona información útil sobre la velocidad con respecto a tierra ni tiene en cuenta los vientos. La velocidad verdadera es una información importante para una navegación precisa.

## Rendimiento
La TAS es un indicador del rendimiento del avión a velocidad de crucero, por lo que es la velocidad que aparece en la lista de especificaciones de la aeronave, manuales, informes de pilotos y en cualquier situación en la que el rendimiento real deba ser medido. Igualmente, esta velocidad es la que aparece en el plan de vuelo y la que se utiliza para planificarlo antes de considerar los efectos del viento.

## Errores en la detección de la velocidad
Como la TAS es una magnitud física, es necesario tener un instrumento para poder medirla. Este instrumento es el anemómetro o indicador de velocidad del aire, conocido también por sus siglas en inglés ASI (Airspeed indicator). No obstante, como cualquier otro instrumento, este aparato está calibrado para unas condiciones determinadas y si es alejado de esas condiciones, la medida que ofrece no se asemejará a la real.
La TAS no puede ser medida directamente, sino a partir de la velocidad indicada (IAS). Para ello, se puede utilizar un calculador de vuelo E6B o equivalente. Para bajas velocidades, los datos requeridos son la temperatura estática del aire, presión, altitud y velocidad calibrada (CAS). Aproximadamente por encima de los 100 nudos, el error de cálculo aumenta significativamente y la TAS debe ser calculada por la velocidad Mach, que tiene en cuenta muchos más valores. Los aviones modernos utilizan el ordenador de datos de vuelo para realizar este cálculo en tiempo real.

## Cálculos para el uso durante la navegación
Para mantener el rumbo deseado mientras se vuela en una masa de aire en movimiento, el piloto debe utilizar sus conocimientos sobre la velocidad y dirección del viento y la velocidad del aire para determinar el rumbo que quiere seguir. Ver navegación aérea (triángulo de velocidades).

## Calculando la velocidad real

### Vuelos a baja velocidad
A baja velocidad y altitud, la IAS y la CAS están cerca de la velocidad equivalente (EAS). La TAS puede ser calculada de la siguiente forma:
| Símbolo                        | Nombre                                                   | Unidad |
| ------------------------------ | -------------------------------------------------------- | ------ |
| {\displaystyle \mathrm {TAS} } | Velocidad verdadera                                      |        |
| {\displaystyle \mathrm {EAS} } | Velocidad equivalente                                    |        |
| {\displaystyle \rho _{0}}      | Densidad del aire estándar a nivel del mar (1.225 kg/m³) | kg/m3  |
| {\displaystyle \rho }          | Densidad del aire en la que vuela el avión               | kg/m3  |

### Vuelos a alta velocidad
Si la velocidad aumenta, la TAS no puede ser calculada directamente mediante la IAS y la CAS, y debe hacerse de la siguiente forma:
| Símbolo                        | Nombre                                                       | Unidad |
| ------------------------------ | ------------------------------------------------------------ | ------ |
| {\displaystyle \mathrm {TAS} } | Velocidad verdadera                                          | nudos  |
| {\displaystyle a_{0}}          | Velocidad del sonido estándar a nivel del mar (661.47 nudos) | nudos  |
| {\displaystyle T}              | Temperatura estática del aire                                | K      |
| {\displaystyle T_{0}}          | Temperatura estándar a nivel del mar (288.15 K)              | K      |
| {\displaystyle M}              | Número Mach                                                  |        |

Para cálculos manuales de la TAS en nudos, donde el número Mach y la temperatura estática del aire son conocidos, la expresión puede ser simplificada:
{\displaystyle \mathrm {TAS} =39M{\sqrt {T}}}
Combinando las expresiones de arriba, con las expresiones para el número Mach, se obtiene una expresión para la IAS:
| Símbolo                        | Nombre                                                       | Unidad |
| ------------------------------ | ------------------------------------------------------------ | ------ |
| {\displaystyle \mathrm {TAS} } | Velocidad verdadera                                          | nudos  |
| {\displaystyle a_{0}}          | Velocidad del sonido estándar a nivel del mar (661.47 nudos) | nudos  |
| {\displaystyle T}              | Temperatura estática del aire                                | K      |
| {\displaystyle T_{0}}          | Temperatura estándar a nivel del mar (288.15 K)              | K      |
| {\displaystyle q_{c}}          | Presión dinámica                                             |        |
| {\displaystyle P}              | Presión estática                                             |        |

Los sistemas electrónicos de instrumentos de vuelo (EFIS) contienen un ordenador de datos de vuelo con datos de la presión estática y de la temperatura total del aire. Para calcular la TAS, el ordenador debe convertir la temperatura total del aire a temperatura estática del aire, que también es una función del número Mach, de la siguiente forma:
| Símbolo               | Nombre                        | Unidad |
| --------------------- | ----------------------------- | ------ |
| {\displaystyle T}     | Temperatura estática del aire | K      |
| {\displaystyle T_{t}} | Temperatura total del aire    | K      |
| {\displaystyle M}     | Número de Mach                |        |

En un avión sencillo, sin el ordenador de datos de vuelo o un medidor de la velocidad Mach, la velocidad real puede ser calculada en función de la velocidad calibrada (CAS) y la densidad local del aire.